# 1146
| 1146               |
| ------------------ |
| Dødsfald - Fødsler |
|                    |

| Gregoriansk kalender | 1146 MCXLVI             |
| Ab urbe condita      | 1899                    |
| Armensk kalender     | 595 ԹՎ ՇՂԵ              |
| Kinesiske kalender   | 3842 – 3843 乙丑 – 丙寅 |
| Etiopisk kalender    | 1138 – 1139             |
| Jødisk kalender      | 4906 – 4907             |
| Hindukalendere       |                         |
| - Vikram Samvat      | 1201 – 1202             |
| - Shaka Samvat       | 1068 – 1069             |
| - Kali Yuga          | 4247 – 4248             |
| Iransk kalender      | 524 – 525               |
| Islamisk kalender    | 540 – 541               |

Konge i Danmark: Erik 3. Lam 1137-1146; Svend 3. Grathe, Knud 5. 1146-1157 og Valdemar 1. den Store 1146-1182
Se også 1146 (tal)

## Begivenheder
- Erik 3. Lam abdicerer som den eneste konge i Danmarkshistorien – det var på grund af sygdom.